# ألفرد إم. ويلسون
ألفرد إم. ويلسون (بالإنجليزية: Alfred M. Wilson)‏ هو عسكري أمريكي، ولد في 13 يناير 1948 في أولني في الولايات المتحدة، وتوفي في 3 مارس 1969 في محافظة كوانغ تشي في فيتنام.